# Бистршице (приток Цидлины)
Бистршице  (чеш. Bystřice) — река в Центральной Европе, протекающая по территории Чехии. Длина реки составляет 62,7 км, а площадь водосборного бассейна — 379,2 км². Скорость потока — 1,55 м³/c.

## Течение реки
Бистршице берёт начало на высоте 495 м над уровнем моря недалеко от деревни Видонице и впадает в Цидлину слева на высоте 213 м над уровнем моря. Река, за исключением её верхнего течения, протекает по обезлесенному ландшафту.

## Биота водоёма
Исследование, проведённое в 2010 году, показало, что в реке обитает 21 вид водных моллюсков, причём 11 видов принадлежат к классу брюхоногих моллюсков, а остальные 10 — к классу двустворчатых. Наиболее заметной находкой исследования стало увеличение численности чужеродных видов Potamopyrgus antipodarum и Physella acuta, а также обнаружение двустворчатого моллюска Unio crassus, находящегося под угрозой исчезновения, популяция которого в реке увеличилась относительно предыдущих лет.